# Jane McDonald
Pour les articles homonymes, voir MacDonald.
 (août 2017).
Si vous disposez d'ouvrages ou d'articles de référence ou si vous connaissez des sites web de qualité traitant du thème abordé ici, merci de compléter l'article en donnant les références utiles à sa vérifiabilité et en les liant à la section « Notes et références ».
Jane Anne McDonald, née le 4 avril 1963 à Wakefield est une chanteuse et actrice anglaise. Elle devient célèbre en 1998 après un passage dans l'émission The Cruise sur la BBC.

## Biographie

### Musique
McDonald a tourné dans de nombreux clubs du Nord de l'Angleterre, avec son père comme machiniste itinérant. Elle a fourni l'ensemble de son propre équipement, qu'elle devait remplacer après chaque bagarre de bar. La première prestation de McDonald sur un bateau de croisière se déroula sur le Prince Noir, et, ensuite, l'Horizon. Après la mort de son père, elle est retournée à la mer et a commencé à travailler sur le Zenith. Plus tard, elle était de travailler sur le  Century, où elle a rencontré Henrik Brixen qui était le plombier du navire. L'épisode du  Century ne fut pas des plus heureux, en raison de retards de paiement, des difficultés techniques et des conditions de travail stressantes. Après cela, elle a pris un congé avec Henrik, mais a finalement tenté de reprendre la mer en tant que tête d'affiche sur le Galaxy. Peu de temps après avoir accepté le poste, McDonald a été contacté par Chris Terrill de la BBC, qui lui a demandé d'être la star de son émission, The Cruise. La Croisière a été regardée régulièrement par 14 millions de téléspectateurs, et après des années de dur labeur, elle est devenue une célébrité du jour au lendemain. Son mariage avec Henrik Brixen en 1998 a été télévisée par la BBC et suivie par un large public, bien que le couple a divorcé depuis.
Après avoir signé un contrat d'enregistrement chez un label important, McDonald a commencé à se tailler une carrière de showbiz mainstream, d'abord comme une présentatrice invitée sur National Lottery de la BBC et par la suite avec son premier album Jane McDonald, qui a passé trois semaines au numéro 1 au Royaume-Uni.
En 2000, McDonald publie son autobiographie Suivez vos rêves publiés par HarperCollins.
En novembre 2006, elle commence une tournée au Royaume-Uni, qui présente un certain nombre d'invités spéciaux y compris des chorales. La tournée se termine le 2 novembre 2006.
En 2007, McDonald fait appel à Kaye Heeley, créatrice de mode et directrice de Angel Couture pour l'aider à élaborer sa collection Jane McDonald.
Le 1er août 2008, McDonald commence une tournée, depuis Blackpool pour faire la promotion de son album Jane, lequel est le premier de son propre label. 
Cruising with Jane McDonald a remporté le BAFTA Award 2018 du meilleur reportage, ce qui en fait la première victoire pour une émission de Channel 5. 

Le 1er juin 2023, McDonald a été annoncée comme la remplaçante de Philip Schofield en tant qu'animatrice des British Soap Awards 2023.

### Télévision
McDonald présente l'émission télévisée Star for a Night, qui aide au lancement du chanteur Joss Stone.

## Discographie

### albums
| Année | Album               |
| ----- | ------------------- |
| 1998  | Jane McDonald       |
| 2000  | Inspiration         |
| 2001  | Love at the Movies  |
| 2005  | You Belong to Me    |
| 2014  | Singer of Your Song |

## Source
- (en) Cet article est partiellement ou en totalité issu de l’article de Wikipédia en anglais intitulé « Jane McDonald » (voir la liste des auteurs).